# جون فيشر

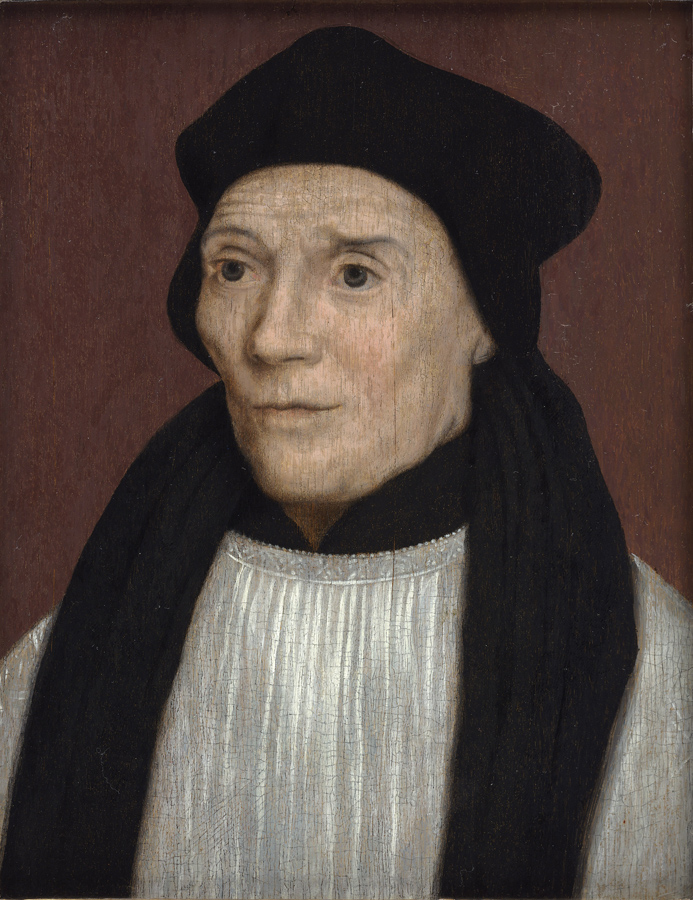
لوحة لجون فيشر رسمها هانس هولباين الصغير.

 جون فيشر  (بالإنجليزية: John Fisher) (19 أكتوبر 1469 - 22 يونيو 1535) كاردينال وقديس وفيلسوف وشهيد كاثوليكي إنجليزي. خصصت الكنيسة الكاثوليكية له يوم تقديس مشترك مع القديس توماس مور في 22 يونيو في تقويم الرومان الكاثوليك للقديسين و6 يوليو في تقويم كنيسة إنجلترا للقديسين. أعدم فيشر بأمر من الملك هنري الثامن ملك إنجلترا خلال عملية الإصلاح الإنجليزي لرفضه القبول به رأسًا لكنيسة إنجلترا، وتمسكه الدوغماتي بضرورة اتباع بابا الكنيسة الكاثوليكية.

## روابط خارجية
- جون فيشر على موقع الموسوعة البريطانية (الإنجليزية)